# Tiefenbach, Biberach
Tiefenbach, Biberach là một xã ở huyện Biberach ở bang Baden-Württemberg thuộc nước Đức. Đô thị này có diện tích 6,94 km², dân số thời điểm 31 tháng 12 năm 2020 là 551 người.